# Воююча сторона
Воююча сторона — організована спільнота, яка знаходиться в стані війни, суб'єкт прав і обов'язків міжнародного права, що складають встановлені закони і звичаї війни.
Воюючі сторони:
- в міжнародному конфлікті — держави і народи;
- у внутрішньому конфлікті — сторони в громадянській війні.

Держава вважається воюючою стороною з моменту оголошення стану війни або з фактичного початку воєнних дій. Крім держав, як воюючі сторони можуть розглядатися громадсько-політичні об'єднання, національно-визвольні рухи тощо. У таких суб'єктів політики статус воюючої сторони з'являється після міжнародного визнання їх керівних органів.

У разі якщо населення неокупованих територій при наближенні ворога, не встигнувши сформувати регулярні частини, береться за зброю з метою боротьби з військами, що здійснили вторгнення, воно також визначається як воююча сторона конфлікту, за умови, що відкрито носить зброю та дотримується законів і звичаїв війни.
Статус воюючої сторони дає їй можливість користуватися всіма правами, визнаними в міжнародних відносинах за воюючою стороною. Так, під час Другої світової війни визнання учасниками антигітлерівської коаліції «Франції, що бореться» в якості воюючої сторони, дозволило встановити з нею договірно-союзницькі відносини.